# Школски живот
Школски живот је некадашњи часопис за праћење и унапређење васпитања и образовања, који је излазио у Пожаревцу, у периоду од 1988. до 1990. године. Био је намењен првенствено просветним радницима некадашње Југославије, али је тематски био отворен и за друге теме из друштвених делатности. 
Уредништво часописа чинили су: Славко Деспотовић, Радиша Ђорђевић, Миодраг Лазић, др Ђорђе Лекић, Миленко Матејић, Цветко Петровић и Радомир Радовановић. Главни и одговорни уредник био је Миодраг М. Лазић, просветни радник, који се упоредо бавио писањем стручне педагошке литературе, поезије и прозе. У току своје просветне каријере, Лазић је био и рецезент бројних уџбеника намењених ученицима основних и средњих школа, књига из завичајне литературе и из књижевности.
Објективни повод за излажење овог часописа, према речима уредништва, јесте педагошко наслеђе, традиција јавне речи и просветних гласила овог краја и дугогодишња успешна сарадња са школама. Уређивачки одбор часописа је настојао да часопис буде оригиналан по садржини, актуелан и користан и да окупи што већи број сарадника просветних радника који су желели да пишу и раде на унапређењу своје струке и на методичком решавању школских проблема. Часопис је садржао рубрике о друштвеним и педагошким актуелностима, савременој настави, педагошким трибинама, јубилејима и годишњицама. 
У току свог релативно кратког периода постојања, објављено је укупно шест бројева часописа Школски живот, са веома пуно квалитетних радова, најзначајнијих теоретичара педагогије из наше земље и окружења. Овај часопис је од велике вредности за историчаре, педагоге и научне истраживаче, јер представља сведочење залагања и културно-просветно-едукативног рада једног краја и људи који живе и раде у њему.
Завичајно одељење Народне библиотеке „Илија М. Петровић” у Пожаревцу, поседује и чува све бројеве овог поучног часописа.